# Vladimir Luxuria
Vladimir Luxuria (* 24. června 1965, Foggia, Itálie), rozená Wladimiro Guadagno, je italská herečka, spisovatelka, televizní moderátorka, politička a aktivistka za práva sexuálních menšin.
Sama je transgender, identifikuje se jako žena. Příslušníci italské LGBT komunity ji považují za přední obhájkyni svého hnutí.
V letech 2006–2008 byla poslankyní italského parlamentu jako členka Strany za komunistickou přeměnu. Stala se tak první evropskou otevřeně transgender poslankyní.